# Anzolu
Anzolu är en ort i Azerbajdzjan.   Den ligger i distriktet Lerik Rayonu, i den södra delen av landet, 220 kilometer sydväst om huvudstaden Baku. Anzolu ligger 1 610 meter över havet och antalet invånare är 395.
Terrängen runt Anzolu är kuperad åt sydväst, men åt nordost är den bergig. Närmaste större samhälle är Lerik, 10,8 kilometer nordväst om Anzolu. 
Trakten runt Anzolu består i huvudsak av gräsmarker. Runt Anzolu är det ganska tätbefolkat, med 60 invånare per kvadratkilometer.